# Pablo Arosemena Alba

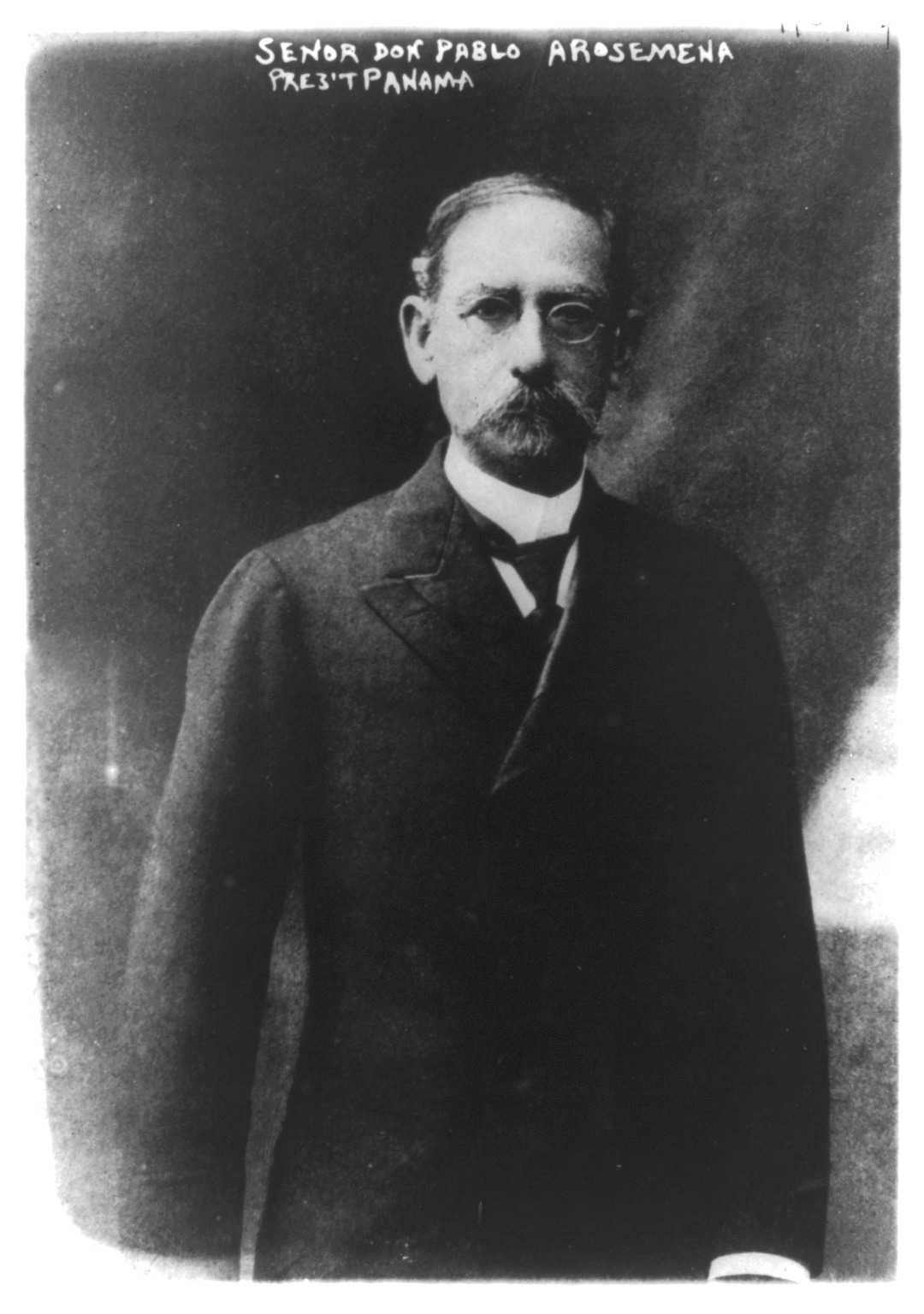
Pablo Arosemena, 1910

Pablo Arosemena Alba (Cidade do Panamá, República de Nova Granada, 24 de setembro de 1836 - 29 de agosto de 1920) foi um político panamenho, quinto presidente da República do Panamá. Tinha 74 anos quando iniciou sua presidência, era um homem de muitas leituras, que não hesitava em expressar o que pensava. Acomodado politicamente, era um bom orador de salão, mas não de massas. Como jornalista foi resoluto, considerava que a imprensa poderia exercer um controle contra a tirania.
Em 1879, Arosemena Alba foi Embaixador da Colômbia no Chile. Mesmo antes da proclamação da República, foi brevemente Governador do Estado do Panamá, pela primeira vez, de 1 a 12 de outubro 1875, e de 16 de fevereiro de 1885 a 26 de março de 1885. 
Como presidente sucedeu Federico Boyd, governando de 5 de outubro de 1910 a 1 de outubro 1912, depois que tinha anteriormente sido eleito Vice-Presidente. Seu sucessor como presidente foi Belisario Porras Barahona.